# Serie A-1 2013-2014 (pallacanestro in carrozzina)
La Serie A1 FIPIC 2013-2014 è la 37ª edizione del massimo campionato italiano di pallacanestro in carrozzina.
Le squadre partecipanti sono 8 e contendono alla Unipol Briantea 84 Cantù il titolo. Alle 7 squadre che hanno partecipato alla stagione 2012/2013 (non erano previste retrocessioni) si aggiunge Nord Est Castelvecchio, la vincitrice del campionato 2012/2013 della serie A2.

## Regolamento

### Formula
Le 8 squadre partecipanti disputano un girone unico all'italiana, con partite d'andata e ritorno. Al termine della stagione regolare, le prime quattro classificate sono ammesse ai play-off scudetto. Non sono previste retrocessioni in A2 poiché nella stagione 2014-2015 cambierà la forma organizzativa del Campionato di Serie A con l'istituzione di due gironi invece dell'attuale formula con due campionati con due livelli differenti: Serie A1 e Serie A2

## Stagione regolare

### Classifica
|  |    | Classifica stagione regolare 2013-2014 | PT | G  | V  | P  | PF  | PS  | Dif  |
|  | -- | -------------------------------------- | -- | -- | -- | -- | --- | --- | ---- |
|  | 1. | SSD Santa Lucia Sport Roma             | 26 | 14 | 13 | 1  | 865 | 632 | 233  |
|  | 2. | Unipol Briantea 84 Cantù               | 24 | 14 | 12 | 2  | 954 | 718 | 236  |
|  | 3. | Santo Stefano Banca Marche             | 18 | 14 | 9  | 5  | 859 | 770 | 89   |
|  | 4. | GSD Porto Torres                       | 16 | 14 | 8  | 6  | 875 | 870 | 5    |
|  | 5. | Gruppo Tercas Amicacci Giulianova      | 12 | 14 | 6  | 8  | 724 | 803 | -79  |
|  | 6. | Nord Est Castelvecchio                 | 8  | 14 | 4  | 10 | 746 | 805 | -59  |
|  | 7. | Anmic Dinamo Sassari                   | 8  | 14 | 4  | 10 | 690 | 823 | -133 |
|  | 8. | Padova Millennium Basket               | 0  | 14 | 0  | 14 | 653 | 945 | -292 |

### Risultati
| Risultati                         | CAN   | CAS   | GIU   | PAD   | POR   | ROM   | S.S   | SAS   |
| --------------------------------- | ----- | ----- | ----- | ----- | ----- | ----- | ----- | ----- |
| Unipol Briantea 84 Cantù          |       | 59-47 | 71-41 | 77-46 | 80-69 | 61-59 | 75-48 | 71-34 |
| Nord Est Castelvecchio            | 50-73 |       | 53-55 | 62-34 | 60-64 | 51-55 | 49-60 | 54-58 |
| Gruppo Tercas Amicacci Giulianova | 58-55 | 62-47 |       | 62-49 | 68-71 | 39-51 | 41-46 | 52-58 |
| Padova Millennium Basket          | 35-70 | 57-63 | 64-69 |       | 58-81 | 49-62 | 48-70 | 42-57 |
| GSD Porto Torres                  | 60-78 | 67-57 | 68-47 | 67-53 |       | 51-72 | 47-62 | 60-42 |
| SSD Santa Lucia Sport Roma        | 58-44 | 70-37 | 57-40 | 69-36 | 62-47 |       | 70-52 | 61-31 |
| Santo Stefano Banca Marche        | 64-71 | 51-64 | 70-36 | 79-41 | 74-58 | 45-55 |       | 63-53 |
| Anmic Dinamo Sassari              | 49-69 | 40-52 | 43-54 | 57-41 | 57-65 | 49-64 | 62-75 |       |

### Calendario
| Prima giornata |                        |          |  |
| 19-10-13       |                        | 11-01-14 |  |
| 60-42          | Porto Torres - Sassari | 65-57    |  |
| 79-41          | S.Stefano - Padova     | 70-48    |  |
| 51-55          | Castelvecchio - Roma   | 37-70    |  |
| 71-41          | Cantù - Giulianova     | 55-58    |  |

| Quarta giornata |                           |          |
| 09-11-13        |                           | 01-02-14 |
| 68-71           | Giulianova - Porto Torres | 47-68    |
| 35-70           | Padova - Cantù            | 46-77    |
| 49-64           | Sassari - Roma            | 31-61    |
| 51-64           | S.Stefano - Castelvecchio | 60-49    |

| Settima giornata |                       |          |
| 14-12-13         |                       | 01-03-14 |
| 62-49            | Giulianova - Padova   | 69-64    |
| 62-47            | Roma - Porto Torres   | 72-51    |
| 62-75            | Sassari - S.Stefano   | 53-63    |
| 59-47            | Cantù - Castelvecchio | 73-50    |

| Seconda giornata |                         |          |  |
| 26-10-13         |                         | 18-01-14 |  |
| 41-46            | Giulianova - S.Stefano  | 36-70    |  |
| 58-44            | Roma - Cantù            | 59-61    |  |
| 58-81            | Padova - Porto Torres   | 53-67    |  |
| 40-52            | Sassari - Castelvecchio | 58-54    |  |

| Quinta giornata |                              |          |
| 23-11-13        |                              | 15-02-14 |
| 69-36           | Roma - Padova                | 62-49    |
| 60-64           | Castelvecchio - Porto Torres | 57-67    |
| 43-54           | Sassari - Giulianova         | 58-52    |
| 75-48           | Cantù - S.Stefano            | 71-64    |

| Terza giornata |                          |          |
| 02-11-13       |                          | 25-01-14 |
| 57-40          | Roma - Giulianova        | 51-39    |
| 62-34          | Castelvecchio - Padova   | 63-57    |
| 47-62          | Porto Torres - S.Stefano | 74-58    |
| 71-34          | Cantù - Sassari          | 69-49    |

| Sesta giornata |                            |          |
| 30-11-13       |                            | 22-02-14 |
| 53-55          | Castelvecchio - Giulianova | 47-62    |
| 45-55          | S.Stefano - Roma           | 52-70    |
| 42-57          | Padova - Sassari           | 41-57    |
| 60-78          | Porto Torres - Cantù       | 69-80    |

## Play-off
Tabellone
|  | Semifinali | Semifinali        | Semifinali       | Semifinali | Semifinali |  |  | Finale | Finale            | Finale            | Finale | Finale |  |
|  |            |                   |                  |            |            |  |  |        |                   |                   |        |        |  |
|  | 1          | Santa Lucia Roma  | Santa Lucia Roma | 68         | 59         |  |  |        |                   |                   |        |        |  |
|  | 4          | GSD Porto Torres  | GSD Porto Torres | 52         | 51         |  |  | 1      | Santa Lucia Roma  | Santa Lucia Roma  | 54     | 56     |  |
|  | 2          | Briantea 84 Cantù | 53               | 61         | 67         |  |  | 2      | Briantea 84 Cantù | Briantea 84 Cantù | 55     | 61     |  |
|  | 3          | Santo Stefano     | 72               | 54         | 56         |  |  |        |                   |                   |        |        |  |

## Verdetti
- Campione d'Italia:  Unipol Briantea 84 Cantù
- Retrocessioni in A-2: Non ci sono retrocessioni in A-2